# Яковлєв Андрій Ігорович
Андрій Ігорович Яковлєв (рос. Андрей Игоревич Яковлев) (9 лютого 1958) — російський дипломат. Генеральний консул Російської Федерації в Харкові (Україна) (2004–2007).

## Біографія
Народився 9 лютого 1958 року. У 1988 році закінчив Московський університет. Дипломатичну академію МЗС Росії (1998). Володіє угорською, англійською, французькою мовами.
З 1980 року працював на різних дипломатичних посадах в центральному апараті МЗС СРСР і МЗС РФ і за кордоном;
У 2000–2002 рр. — начальник відділу Департаменту консульської служби Міністерства іноземних справ РФ.;
У 2002–2004 рр. — начальник відділу, заступник директора Департаменту державного протоколу Міністерства іноземних справ РФ.;
У 2004–2007 рр. — Генеральний консул Російської Федерації в українському місті Харків.
У 2010–2014 рр. — заступник директора Департаменту державного протоколу Міністерства іноземних справ РФ.
У 2014 — призначений Генеральним консулом Росії в польському місті Познань.